# Brevik station
Brevik (stationssignatur Bvi) är en av Lidingöbanans stationer belägen vid Södra Kungsvägen i kommundelen Brevik i Lidingö kommun, Stockholms län.

## Beskrivning

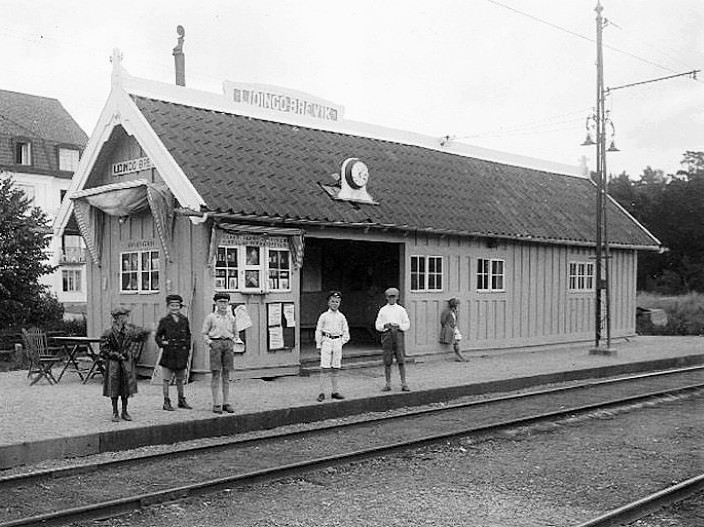
Stationshuset Lidingö-Brevik, 1920-tal.

Södra Lidingöbanans station Lidingö-Brevik invigdes den 7 juli 1914 i samband med att banan förlängdes från Skärsätra. Fram till 1916 var Brevik banans ändstation innan den förlängdes till Gåshaga. Samtidigt med stationen uppfördes även ett av Lidingös första flerbostadshus, kallat Blocket som sedermera kom att ägas av AGA. Intill stationen kom Breviks centrum att växa fram och området har idag en stadsliknande karaktär. Under Lidingöbanans upprustning och renovering 2013–2015 byggdes banan härifrån ut till dubbelspår och stationen fick ett nytt utseende.
Breviks gamla stationshus är fortfarande bevarat och numera k-märkt i detaljplanen från 2013 vilket innebär att byggnadens yttre ej får förvanskas. Stationshuset stod ursprungligen vid station AGA och flyttades 1914 hit då ändstationen hette Lidingö-Brevik. Förebilden för Lidingöbanans stationshus var Djursholmsbanans väntkurer som hade ritats av arkitekt Sigge Cronstedt. Redan från början fanns en Pressbyråkiosk i den lilla byggnaden och man tog emot godsfrakter från tåget.
Ursprungligen satt även ett numera försvunnet stationsur från Linderoths urfabrik på taket. Byggnaden har förlängts vid flera tillfällen och gav plats åt Breviks postkontor mellan åren 1925–1943 och senare en frisersalong och en pizzeria. Idag (2021) är allt igenbommat och ingen affärsverksamhet bedrivs här längre. På båda gavlarna syns bokstäverna SSL snidade i trä, vilket var Stockholms Södra Lidingös järnvägs logotyp. Enligt en kulturhistorisk byggnadsinventering från 2011 klassas Breviks väntkur som kategori 2 vilket innebär ”kulturhistoriskt värdefull byggnad”. Då stationshuset var i dåligt skick så har det i slutet av 2024 rivits för att i våren 2025 byggas upp igen med utseendet det fick 1925. 

### Bilder

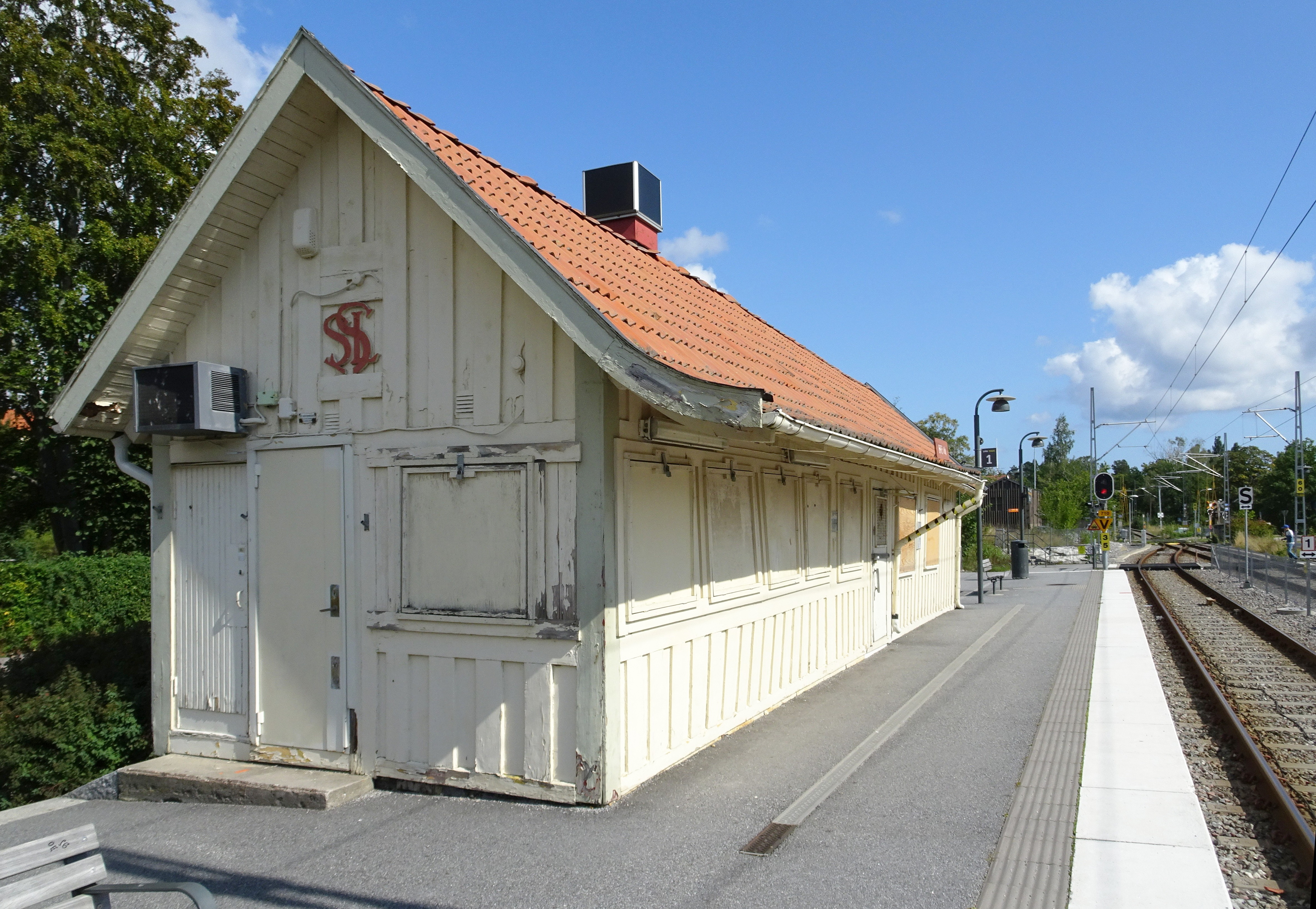
Stationshuset i augusti 2021.
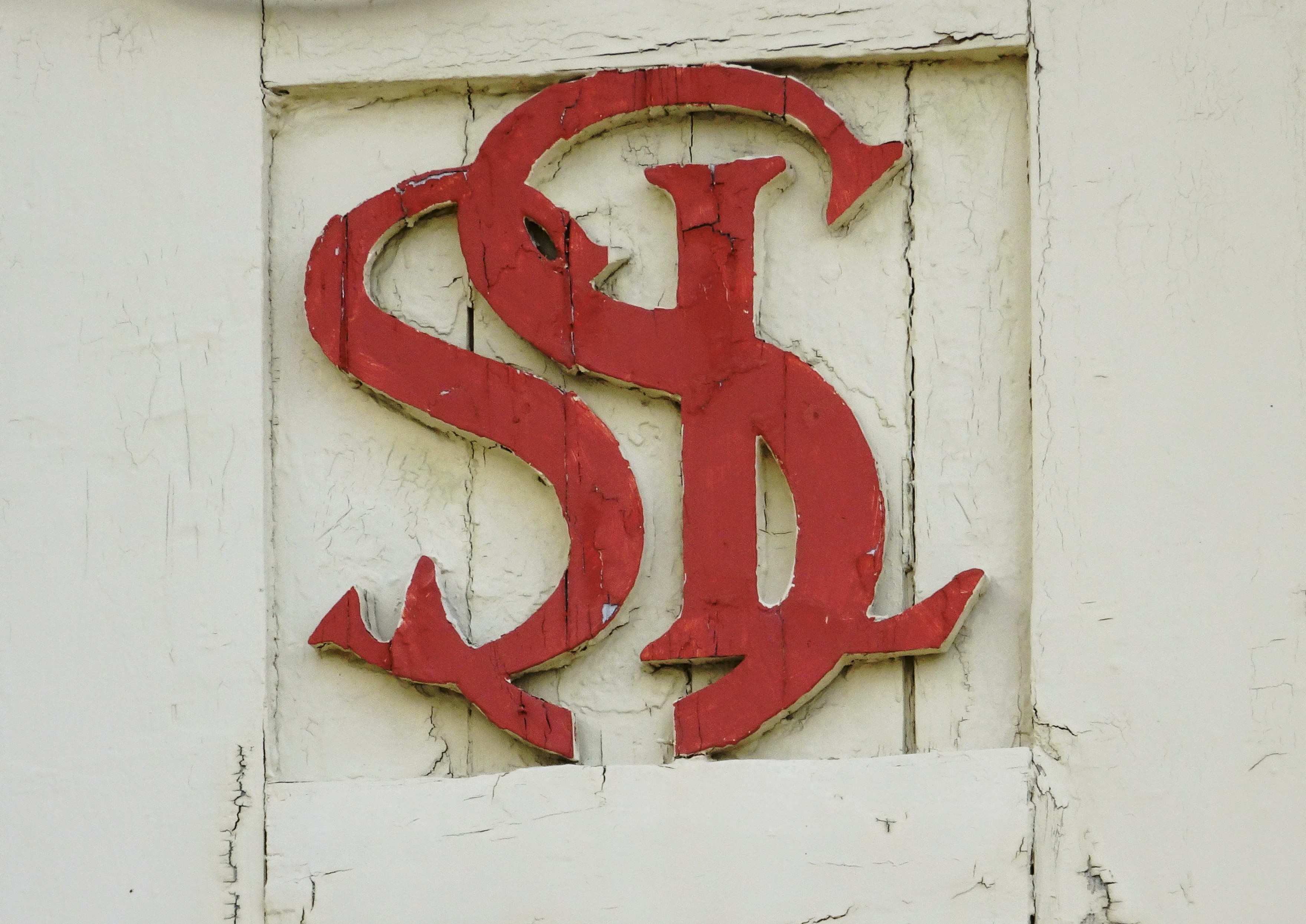
"SSL" på gaveln.
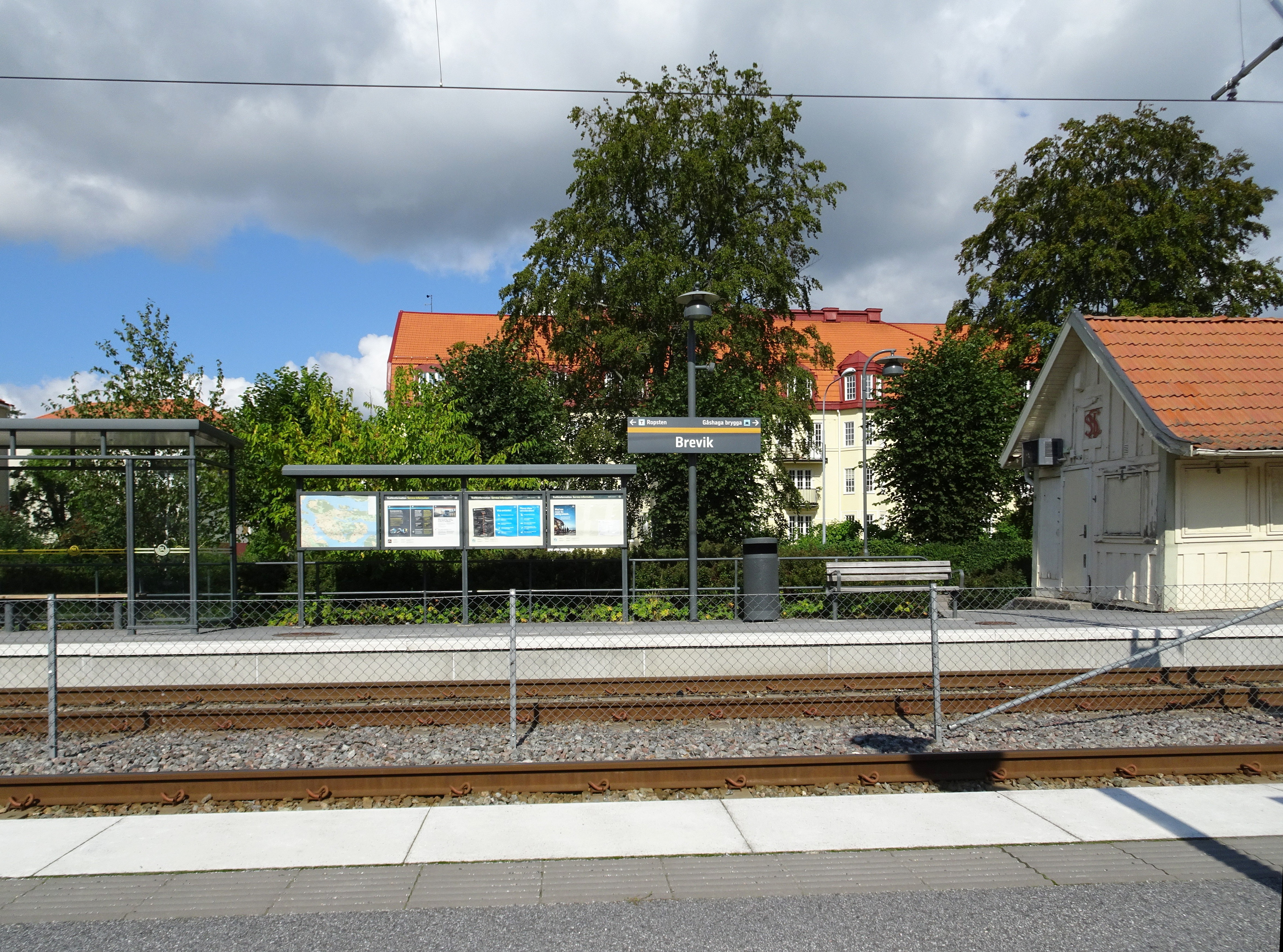
Stationen med bostadshuset Blocket i bakgrunden.
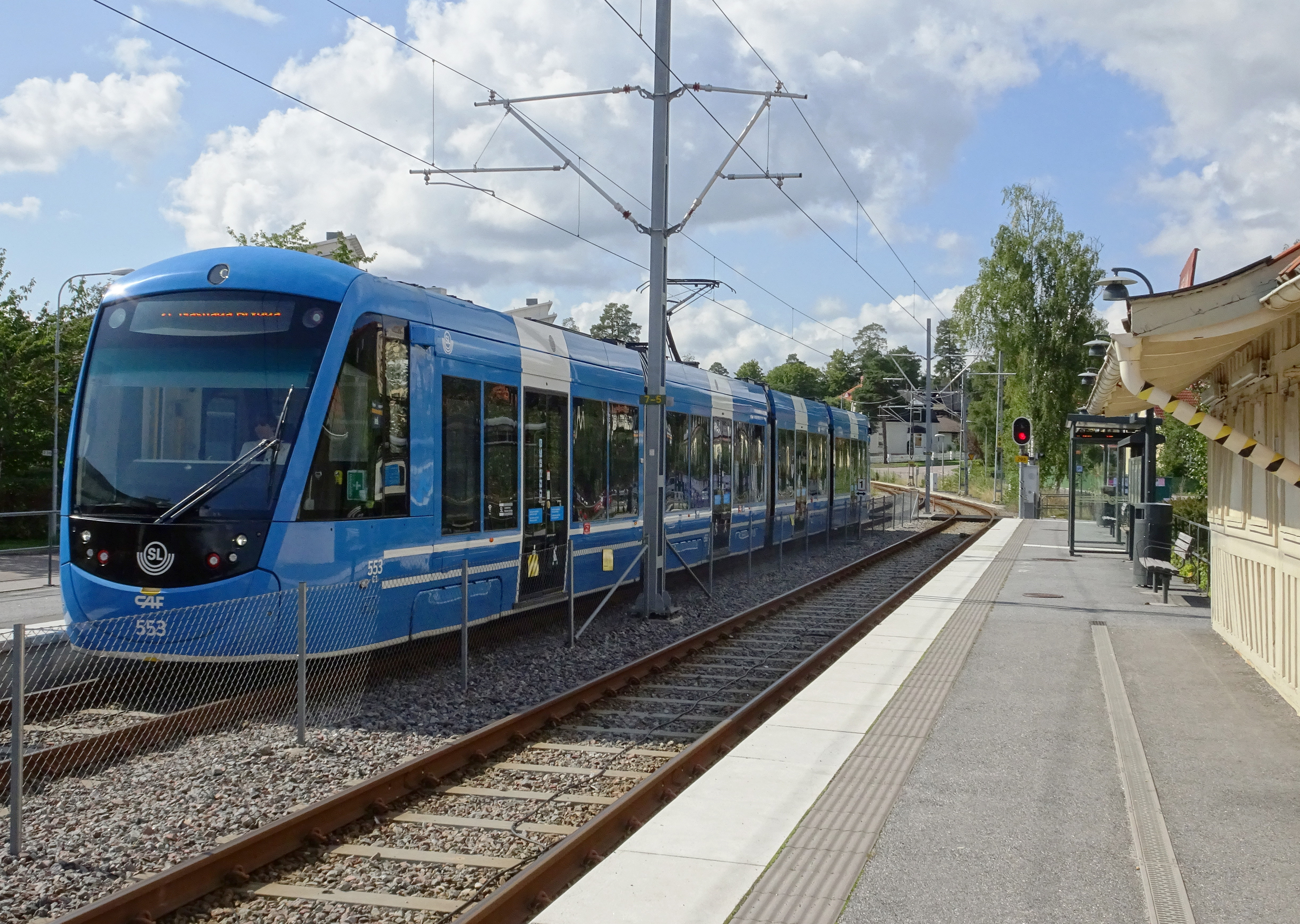
På norra perrongen, vy västerut.